# نفق تيريدو
في شبكات الكمبيوتر ، تعد Teredo تقنية انتقالية توفر اتصال IPv6 كاملًا للمضيفين الذين لديهم إمكانية بروتوكول الإنترنت والمتواجدين على الإنترنت IPv4 ولكن ليس لديهم اتصال أصلي بشبكة IPv6. على عكس البروتوكولات المماثلة مثل 6to4 ، يمكنه أداء وظيفته حتى من خلف أجهزة ترجمة عنوان الشبكة (NAT) مثل أجهزة التوجيه المنزلية.
يعمل Teredo باستخدام بروتوكول نفق مستقل للنظام الأساسي يوفر اتصال IPv6 (بروتوكول الإنترنت الإصدار 6) من خلال تغليف حزم مخطط بيانات IPv6 داخل حزم بروتوكول مخطط بيانات المستخدم (UDP) لـ IPv4. يقوم Teredo بتوجيه مخططات البيانات هذه على إنترنت IPv4 وعبر أجهزة NAT. تستقبل عقد Teredo في أي مكان آخر على شبكة IPv6 (تسمى مرحلات Teredo) الحزم وتفك تغليفها وتمريرها.
Teredo هو إجراء مؤقت. على المدى الطويل ، يجب على جميع مضيفي IPv6 استخدام اتصال IPv6 الأصلي. يجب تعطيل Teredo عند توفر اتصال IPv6 الأصلي. قام Christian Huitema بتطوير Teredo في Microsoft ، وقام IETF بتوحيده كـ RFC 4380. يستمع خادم Teredo إلى منفذ UDP 3544.

## روابط خارجية
- Teredo نظرة عامة مايكروسوفت على شبكة التكنولوجيا